# Junkerhaus Eifel
Das Junkerhaus Eifel in der Gemeinde Aremberg im Landkreis Ahrweiler ist ein historisches Gebäude, das schon zur Zeit des Schlosses Aremberg Erwähnung fand.

## Wechselnde Besitzer und Namen
Es hat schon viele Bezeichnungen gehabt wie zum Beispiel: „Burgmannshaus“, „Forsthaus“ und „Rentamt“. Es steht am Fuße des Burgbergs und ziert noch heute den Fußweg zur Ruine. 1860 nahmen die Franzosen einen Plan des Schlosses und des Tals auf, in dem die Rede von einer Talbefriedung ist: die „alte Thalmauer“ ist eine Begrenzung des unteren Gartens am unteren „Schwabenthurner Lehnhaus“, das als „Burghaus“ und heute als „Junkerhaus“ bekannt ist.
1571 wurde dieses Haus an einen Herrn von Meil verliehen, später kam es in den Besitz der Familie Arburg. Ein Doppelwappen der Familie Lersch am Haus trägt die Jahreszahl 1749: Landschultheiß Franz-Theodor Lersch (1716–1786) nutzte das Anwesen mit seinen Wirtschaftsgebäuden. Danach wurde es durch Herrn Saleck umfunktioniert zum Forsthaus und bekam den Namen „Haus Saleck“.

## Bauhistorie
Der Bau stammt aus dem 14. Jahrhundert und hat daneben auch viele Details aus Renaissance und Barock. So verfügt es z. B. über eine weiß gekalkte „Kölner Decke“ aus dem 16. Jahrhundert und ein Mansarddach mit handgehauenem Moselschiefer. Es ist das Hauptgebäude einer geschlossenen Hofanlage, die eine Mauer aus massivem Naturstein umgibt. Das Haus wurde 1991–1995 von Grund auf baubiologisch und denkmalhistorisch saniert.